# 地下鉄81-775/776/777形電車
81-775/776/777形電車は、ロシア連邦の首都・モスクワ市内の地下鉄であるモスクワ地下鉄で使用されている電車。最新技術の導入や利便性向上などの改良を多数行った形式で、"モスクワ-2020"（ロシア語: Москва-2020）という愛称を有する。

## 概要
2018年、ロシアの首都・モスクワの地下鉄であるモスクワ地下鉄を運営するモスクワメトロ公社は、最新技術を取り入れた新型電車「2020」を開発する計画を発表した。これに合わせてメトロワゴンマッシュや十月電車修理工場で量産が実施されているのが81-775/776/777形、通称「モスクワ-2020」である。
モスクワ地下鉄には2017年以降、車両間の貫通幌の設置や乗降扉幅の拡大、バリアフリーに対応した設備、USB用コンセントの設置などの革新的な技術を取り入れた「モスクワ（Москва）」こと81-765/766/767形の導入が続いていたが、この「モスクワ-2020」は運用実績を基に、以下のような設計変更や更なる改良が実施されている。
- 前面デザイン・車内塗装の変更 - 前面デザインについては日本の日産を含めた各種メーカーやデザイン会社による提示が実施され、利用客による投票が行われた結果、イタリアのイタルデザイン・ジウジアーロが手掛けたデザインが採用された[5]。
- 通路幅の拡大 - 車両間の貫通路や乗降扉の幅が「モスクワ」から拡大し、両者とも1,600 mmに改められた。これによりラッシュ時などを始めとした混雑の緩和が図られている。
- USB用プラグの増設 - 「モスクワ」では1編成（8両編成）につき72箇所に存在したパソコンやスマートフォンの充電に用いられるUSB用プラグが大幅に増設されて368箇所となり、各座席に設置されるようになっている。
- 方向幕の改良 - 利用客の誤乗車を防ぐため、側面の方向幕に列車の終点駅名が表示されるようになった。これはモスクワ地下鉄において初の事例となる。
- 乗降扉の設計変更 - 視認性向上を目的に、両開きの乗降扉のガラス面積を「モスクワ」から更に下方向へ拡大した他、乗降扉付近にはLED照明が設置され、開閉時に乗客に注意を促す機構が取り入れられた。
- 車内案内表示装置の改良 - 「モスクワ-2020」の車内乗降扉付近の天井には、モスクワ地下鉄に関する情報や次の停車駅などを示すディスプレイが設置されている。また、壁面には「モスクワ」と同様に列車情報を記すタッチパネルが設置されているが、面積が「モスクワ」から拡大している（19インチ→27インチ）。
- 運転台の改良 - 「モスクワ」の運用実績を基に、「モスクワ-2020」の運転台はボタンの数を半分に減らした代わりにワイドスクリーンのタッチディスプレイが搭載されている。また運転席の椅子についても人間工学を利用し乗り心地の改善が図られている。
- 騒音の抑制 - 「モスクワ-2020」は「モスクワ」を含む従来の車両と比べて走行時の騒音が15 %抑えられている。

これらの改良に加えて「モスクワ-2020」の車内各所には安全対策として監視カメラが設置されている他、車内にはUVランプを含んだ消毒装置が導入され、ウイルスや消毒を99 %殺菌する。車両の耐用年数は31年を想定している。

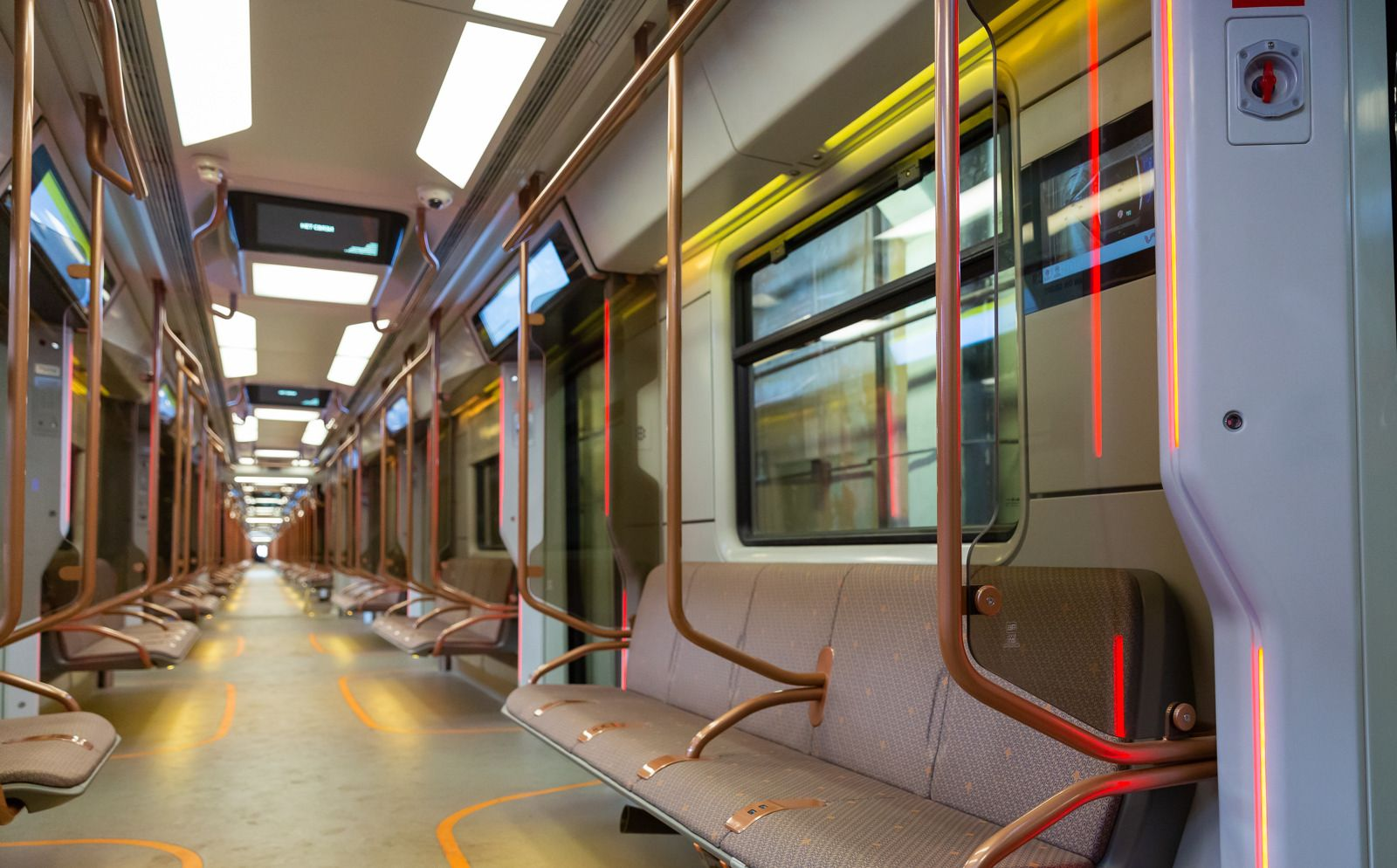
車内
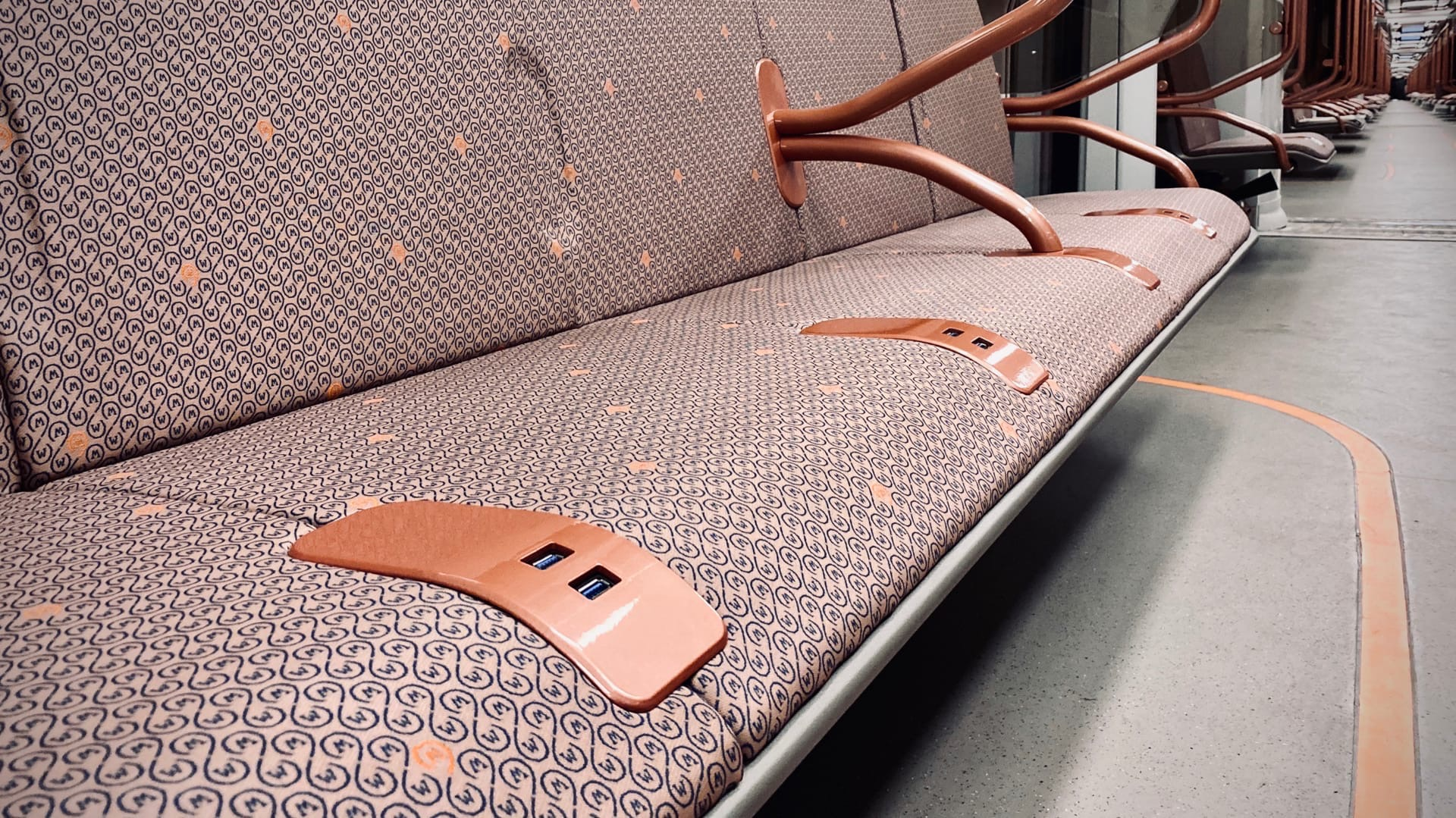
各所に設置されているUSBプラグ
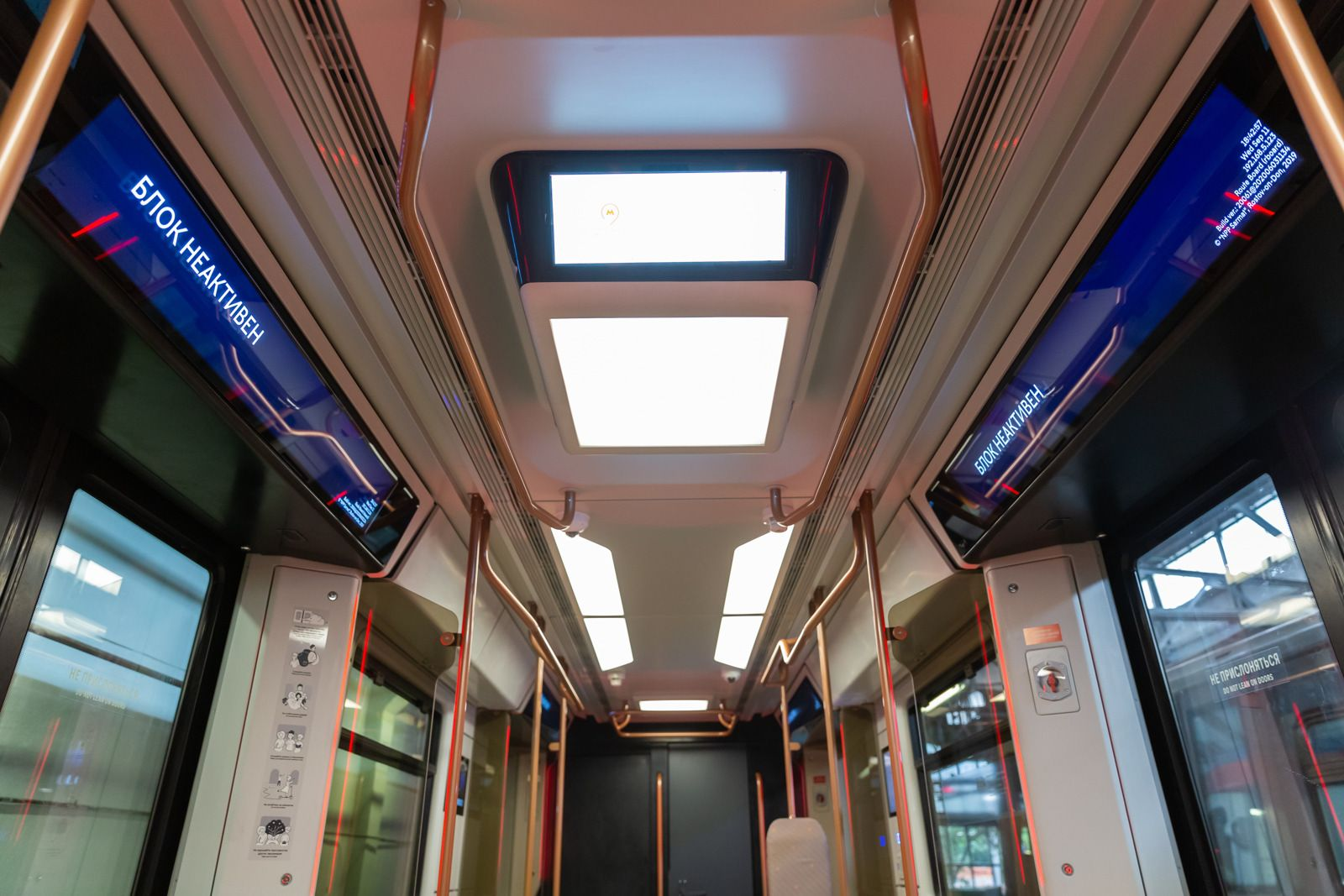
屋根上のディスプレイ
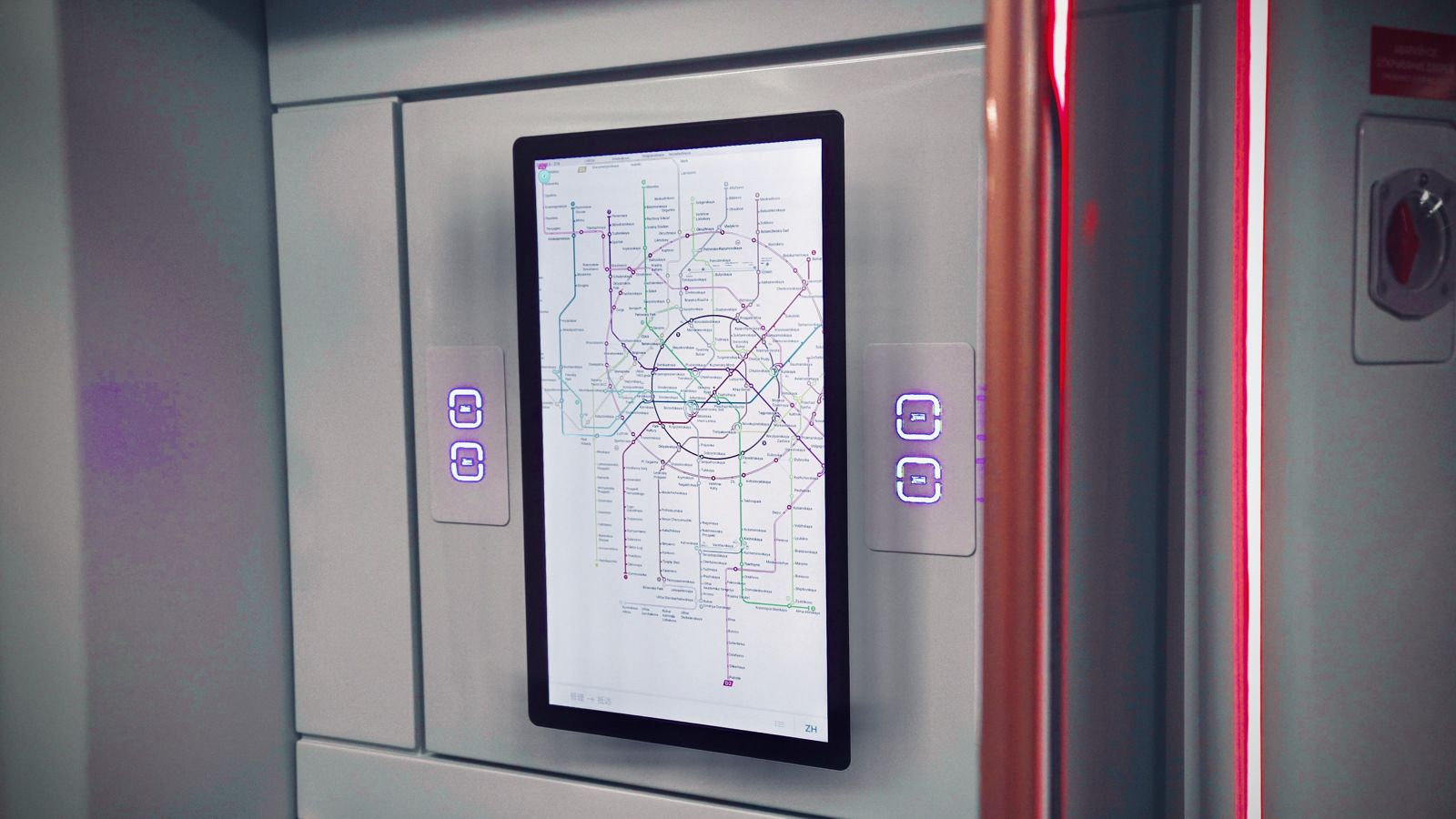
壁面に設置されている大型タッチパネル
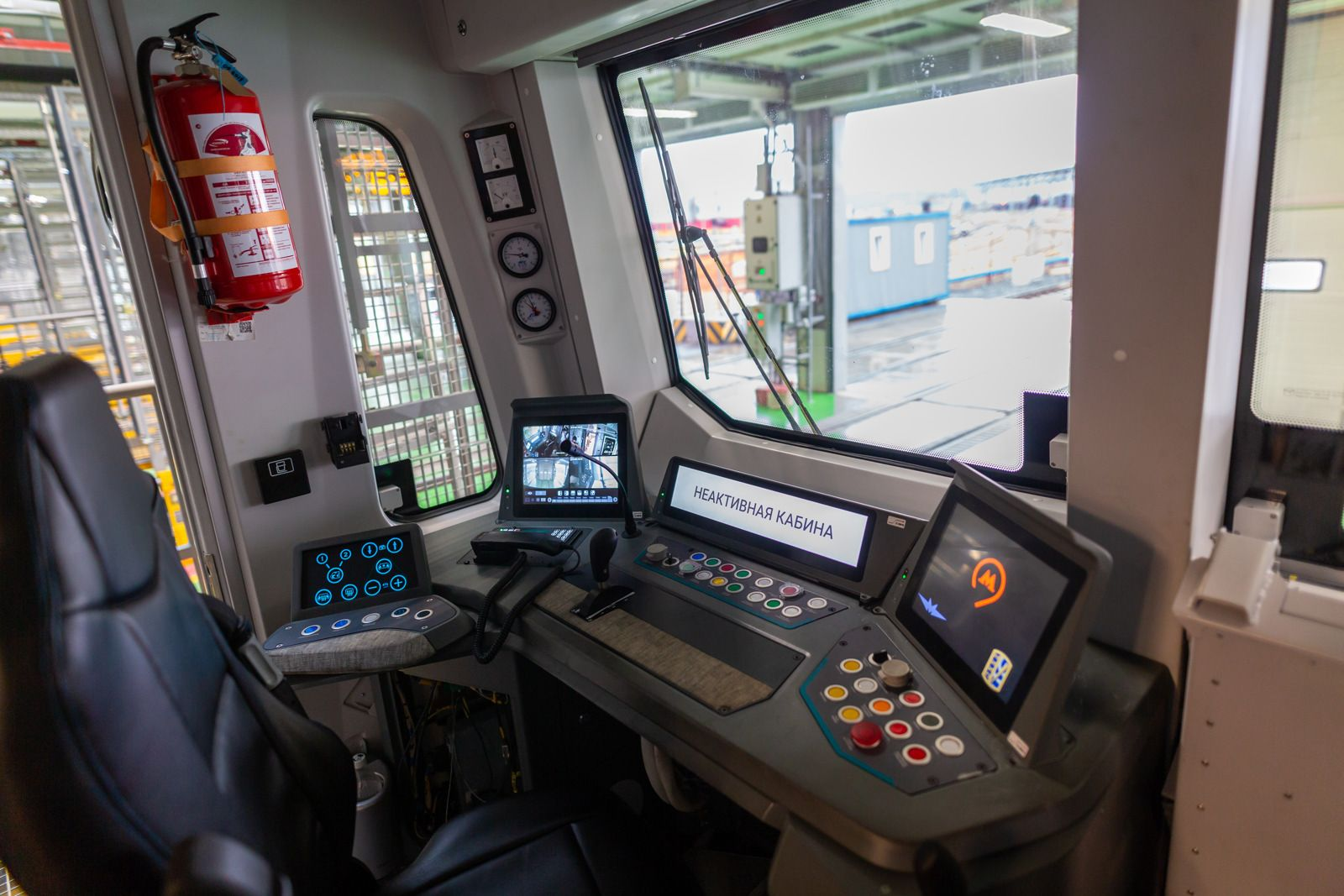
運転台

最初の車両は2020年に製造され、9月にモスクワ市長や報道陣に公開された後、10月6日から環状線で営業運転を開始した。以降も同線に加えてカルーシュスコ＝リーシュスカヤ線、大環状線での運用に向けて170編成以上（1,300両以上）の大量生産が予定されており、これらの路線で使用されていた旧型電車を置き換える事になっている。これにより2023年までにモスクワ地下鉄における平均車齢は15年から10年へとなり、大幅な近代化が達成される。

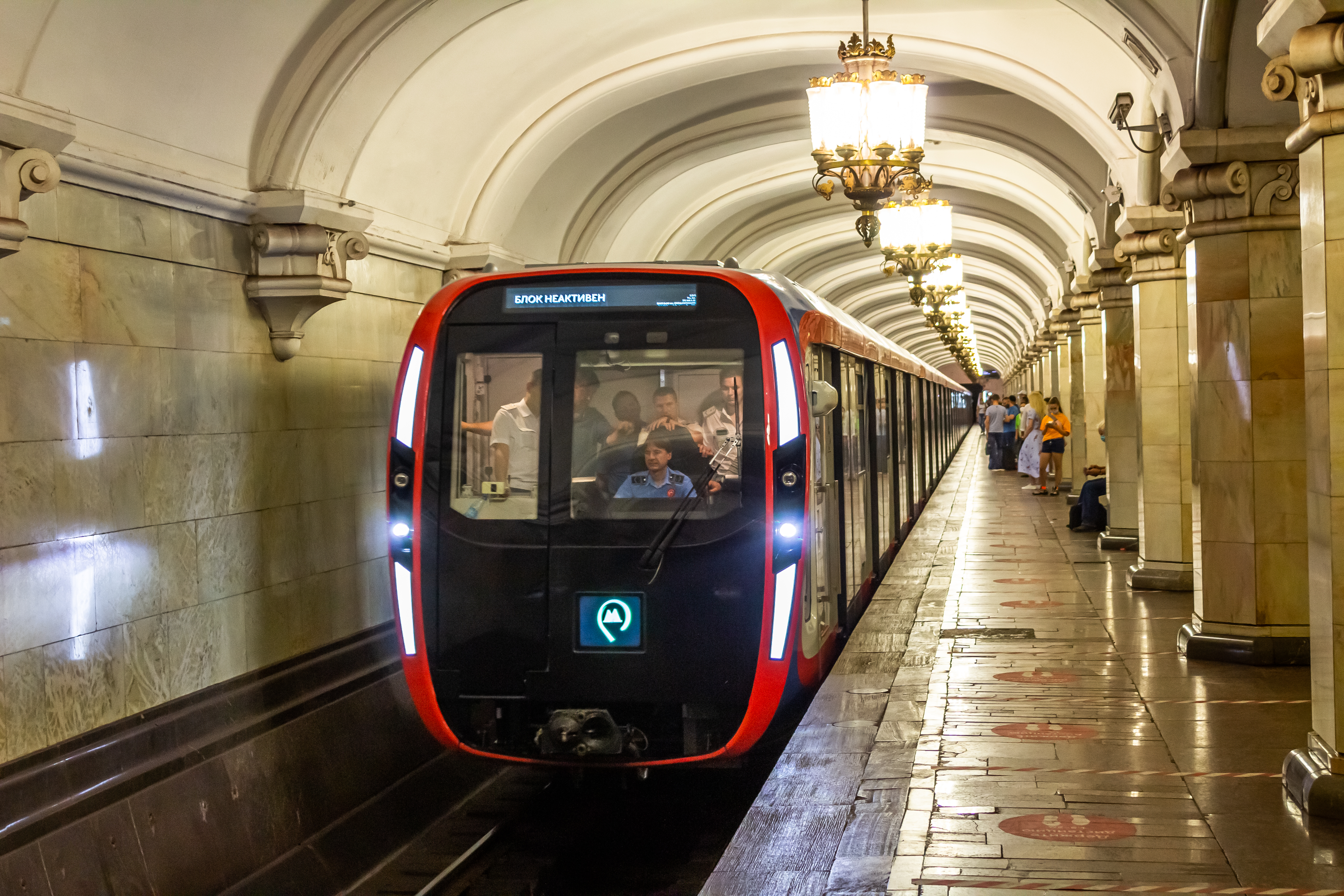
環状線で試運転中の81-775/776/777形（2020年撮影）
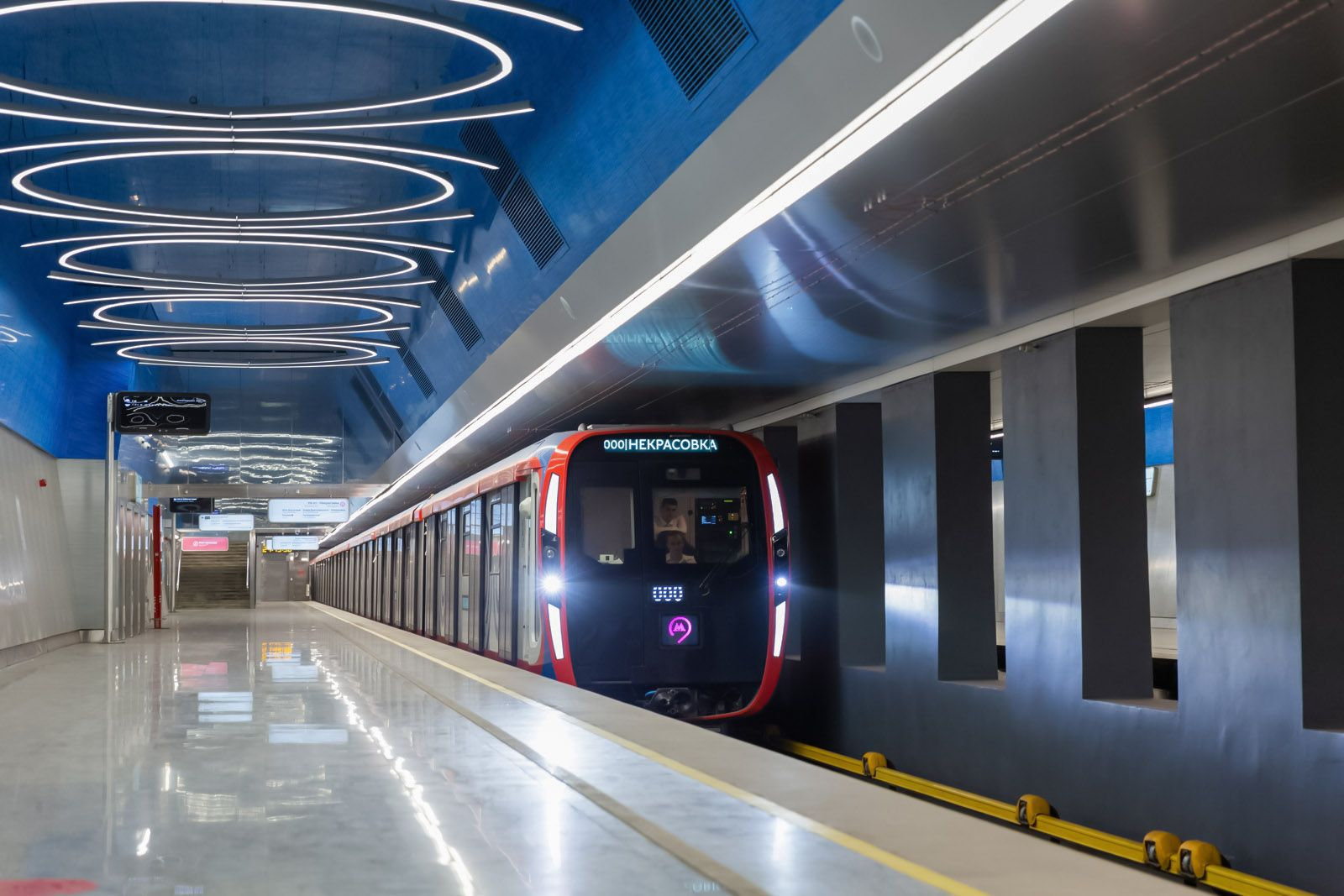
大環状線で試運転中の81-775/776/777形（2020年撮影）

## 発展車両

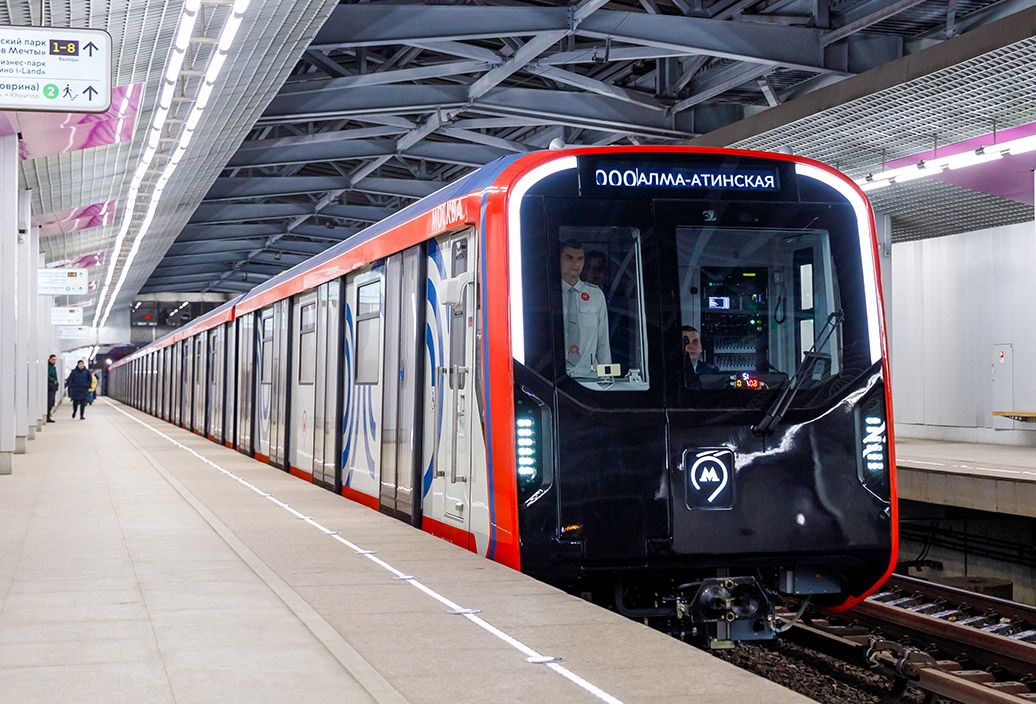
81-775.2/776.2/777.2形（2024年撮影）

- 地下鉄81-775.2/776.2/777.2形電車「モスクワ-2024」（Москва-2024） - 「モスクワ-2020」の運用実績を基に、前面形状の変更や車内レイアウトの改良などの設計変更を実施した形式。2024年3月からザモスクヴォレーツカヤ線を始めとした各路線に投入されている[9][10]。